# Nelson Carmichael
Nelson Graham Carmichael (ur. 19 listopada 1965 w Columbus) – amerykański narciarz, specjalista narciarstwa dowolnego. Jego największym sukcesem jest brązowy medal w jeździe po muldach wywalczony podczas igrzysk olimpijskich w Albertville. Najlepszy wynik na mistrzostwach świata osiągnął podczas mistrzostw świata w Tignes, gdzie zajął 6. miejsce w jeździe po muldach. Najlepsze wyniki w Pucharze Świata osiągnął w sezonie 1988/1989, kiedy to zajął 6. miejsce w klasyfikacji generalnej, a w klasyfikacji jazdy po muldach był pierwszy. Małą kryształową kulę w jeździe po muldach zdobył także w sezonie 1987/1988.
W 1992 r. zakończył karierę.

## Osiągnięcia

### Igrzyska olimpijskie
| Miejsce | Dzień     | Rok  | Miejscowość | Konkurencja      | Zwycięzca       |
| ------- | --------- | ---- | ----------- | ---------------- | --------------- |
| 3.      | 13 lutego | 1992 | Albertville | Jazda po muldach | Edgar Grospiron |

### Mistrzostwa świata
| Miejsce | Dzień     | Rok  | Miejscowość | Konkurencja      | Zwycięzca       |
| ------- | --------- | ---- | ----------- | ---------------- | --------------- |
| 6.      | 2 lutego  | 1986 | Tignes      | Jazda po muldach | Éric Berthon    |
| 7.      | 3 marca   | 1989 | Oberjoch    | Jazda po muldach | Edgar Grospiron |
| 9.      | 14 lutego | 1991 | Lake Placid | Jazda po muldach | Edgar Grospiron |

### Puchar Świata

#### Miejsca w klasyfikacji generalnej
- sezon 1983/1984: 9.
- sezon 1984/1985: 24.
- sezon 1985/1986: 24.
- sezon 1986/1987: 22.
- sezon 1987/1988: 9.
- sezon 1988/1989: 6.
- sezon 1989/1990: 42.
- sezon 1990/1991: 17.
- sezon 1991/1992: 16.

#### Miejsca na podium
1. Mariazell – 7 marca 1985 (Jazda po muldach) – 2. miejsce
2. Calgary – 30 stycznia 1987 (Jazda po muldach) – 3. miejsce
3. Tignes – 11 grudnia 1987 (Jazda po muldach) – 2. miejsce
4. La Plagne – 20 grudnia 1987 (Jazda po muldach) – 1. miejsce
5. Lake Placid – 16 stycznia 1988 (Jazda po muldach) – 1. miejsce
6. Breckenridge – 23 stycznia 1988 (Jazda po muldach) – 2. miejsce
7. Oberjoch – 5 marca 1988 (Jazda po muldach) – 2. miejsce
8. La Clusaz – 10 marca 1988 (Jazda po muldach) – 3. miejsce
9. Hasliberg – 19 marca 1988 (Jazda po muldach) – 3. miejsce
10. Tignes – 9 grudnia 1988 (Jazda po muldach) – 1. miejsce
11. La Plagne – 17 grudnia 1988 (Jazda po muldach) – 1. miejsce
12. Mont Gabriel – 7 stycznia 1989 (Jazda po muldach) – 2. miejsce
13. La Clusaz – 12 stycznia 1989 (Jazda po muldach) – 2. miejsce
14. Lake Placid – 13 stycznia 1989 (Jazda po muldach) – 1. miejsce
15. Calgary – 22 stycznia 1989 (Jazda po muldach) – 2. miejsce
16. Voss – 11 marca 1989 (Jazda po muldach) – 1. miejsce
17. Åre – 17 marca 1989 (Jazda po muldach) – 1. miejsce
18. Suomu – 23 marca 1989 (Jazda po muldach) – 3. miejsce
19. Tignes – 16 grudnia 1989 (Jazda po muldach) – 3. miejsce
20. Breckenridge – 20 stycznia 1990 (Jazda po muldach) – 1. miejsce
21. Calgary – 28 stycznia 1990 (Jazda po muldach) – 2. miejsce
22. Whistler Blackcomb – 12 stycznia 1991 (Jazda po muldach) – 1. miejsce
23. Mont Gabriel – 2 lutego 1991 (Jazda po muldach) – 3. miejsce
24. Voss – 9 marca 1991 (Jazda po muldach) – 3. miejsce
25. Pyhätunturi – 16 marca 1991 (Jazda po muldach) – 1. miejsce
26. Zermatt – 12 grudnia 1991 (Jazda po muldach) – 3. miejsce
27. Morzine – 21 grudnia 1991 (Jazda po muldach) – 1. miejsce
28. Whistler Blackcomb – 11 stycznia 1992 (Jazda po muldach) – 2. miejsce
29. Lake Placid – 24 stycznia 1992 (Jazda po muldach) – 1. miejsce
30. Inawashiro – 29 lutego 1992 (Jazda po muldach) – 2. miejsce
31. Madarao – 7 marca 1992 (Jazda po muldach) – 2. miejsce

- W sumie 12 zwycięstw, 11 drugich i 8 trzecich miejsc.